# Saint-Parize-le-Châtel
Saint-Parize-le-Châtel – miejscowość i gmina we Francji, w regionie Burgundia-Franche-Comté, w departamencie Nièvre.
Według danych na rok 1990 gminę zamieszkiwało 1201 osób, a gęstość zaludnienia wynosiła 24 osoby/km² (wśród 2044 gmin Burgundii Saint-Parize-le-Châtel plasuje się na 193. miejscu pod względem liczby ludności, natomiast pod względem powierzchni na miejscu 28.).